# شغال می‌آید
شغال می آید ( هانگول: 자칼이 온다؛ هانجا: 胡狼來了، همچنین با عناوین اسم رمز: شغال و شغال وارد می شود نیز شناخته می شود. ) عنوان فیلمی کمدی - اکشن، ساختهٔ کشور کره جنوبی در سال ۲۰۱۲، با بازی سونگ جی‌هیو، کیم جه‌جونگ از گروه جی‌وای‌جی و اوه دال‌سو می باشد. کارگردانی این فیلم بر عهدهٔ به هیونگ‌جون، خالق آثاری همچون «بیش از اندازه زیباست برای دروغ گفتن» و «روزی روزگاری»، بود. این فیلم در ۱۵ نوامبر ۲۰۱۲ به اکران عمومی درآمد.

## خلاصهٔ داستان
بونگ مین‌جونگ (با بازی سونگ جی‌هیو) جهت قتل ستارهٔ معروف، چوی هیون (با بازی کیم جه‌جونگ)، گماشته می‌شود. مین‌جونگ در «هتل بهشت» به کمین می‌نشیند، هتلی که افسران پلیس نیز در آن بدنبال قاتلی زنجیره ای به نام «شغال» هستند. در این بین مین‌جونگ متوجه می‌شود هیون همان هنرمند مورد علاقهٔ اوست، همچنین هیون مطلع می‌شود برنامه‌ریزی این قتل توسط دوست دختر سابقش صورت گرفته‌است.

## بازیگران
- سونگ جی‌هیو در نقش بونگ مین‌جونگ، قاتل
- کیم جه‌جونگ در نقش چوی هیون، ستارهٔ کِی-پاپ[۲] [۳]
- اوه دال‌سو
- هان سانگ‌ جین
- کیم سونگ یونگ

## موسیقی متن
- «التیامی برای خودم»
- «بوسه»
- «بمان» - کیم جه‌جونگ[۴]

## تولید
فیلم در شش کشور: ژاپن، تایلند، سنگاپور، اندونزی، مالزی و برونئی پیش فروش شد. 